# エマニュエル・ダスティエ
エマニュエル・ダスティエ・ド・ラ・ヴィジュリ（Emmanuel d'Astier de La Vigerie、1900年1月9日 - 1969年6月12日）は、フランスのドキュメンタリー作家。第二次世界大戦中、レジスタンス運動に参加し、戦後、ドキュメンタリー作品「パリは解放された」を著す。ギャラン、テリエらと共に行動し、ピエール・ムニエらととも協力してパリ解放に貢献した。